# Primera División 2000-2001 (Spagna)
La Primera División 2000-2001 è stata la 70ª edizione della massima serie del campionato spagnolo di calcio, disputato tra il 9 settembre 2000 e il 17 giugno 2001 e concluso con la vittoria del Real Madrid, al suo ventottesimo titolo.
Capocannoniere del torneo è stato Raúl (Real Madrid) con 24 reti.

## Classifica finale
|       | Pos. | Squadra             | Pt | G  | V  | N  | P  | GF | GS | DR  |
| ----- | ---- | ------------------- | -- | -- | -- | -- | -- | -- | -- | --- |
|       | 1.   | Real Madrid         | 80 | 38 | 24 | 8  | 6  | 81 | 40 | +41 |
|       | 2.   | Deportivo La Coruña | 73 | 38 | 22 | 7  | 9  | 73 | 44 | +29 |
|       | 3.   | Maiorca             | 71 | 38 | 20 | 11 | 7  | 61 | 43 | +18 |
|       | 4.   | Barcellona          | 63 | 38 | 17 | 12 | 9  | 80 | 57 | +23 |
|       | 5.   | Valencia            | 63 | 38 | 18 | 9  | 11 | 55 | 34 | +21 |
|       | 6.   | Celta Vigo          | 59 | 38 | 16 | 11 | 11 | 51 | 49 | +2  |
|       | 7.   | Villarreal          | 57 | 38 | 16 | 9  | 13 | 58 | 52 | +6  |
|       | 8.   | Malaga              | 56 | 38 | 16 | 8  | 14 | 60 | 61 | -1  |
|       | 9.   | Espanyol            | 50 | 38 | 14 | 8  | 16 | 46 | 44 | +2  |
|       | 10.  | Alavés              | 49 | 38 | 14 | 7  | 17 | 58 | 59 | -1  |
|       | 11.  | Las Palmas          | 46 | 38 | 13 | 7  | 18 | 42 | 62 | -20 |
|       | 12.  | Athletic Bilbao     | 43 | 38 | 11 | 10 | 17 | 44 | 60 | -16 |
|       | 13.  | Real Sociedad       | 43 | 38 | 11 | 10 | 17 | 52 | 68 | -16 |
|       | 14.  | Rayo Vallecano      | 43 | 38 | 10 | 13 | 15 | 56 | 68 | -12 |
|       | 15.  | Osasuna             | 42 | 38 | 10 | 12 | 16 | 43 | 54 | -11 |
|       | 16.  | Real Valladolid     | 42 | 38 | 9  | 15 | 14 | 42 | 50 | -8  |
| [ 2 ] | 17.  | Real Saragozza      | 42 | 38 | 9  | 15 | 14 | 54 | 57 | -3  |
|       | 18.  | Real Oviedo         | 41 | 38 | 11 | 8  | 19 | 51 | 67 | -16 |
|       | 19.  | Racing Santander    | 39 | 38 | 10 | 9  | 19 | 48 | 62 | -14 |
|       | 20.  | Numancia            | 39 | 38 | 10 | 9  | 19 | 40 | 64 | -24 |

Legenda:
      Campione di Spagna e qualificata alla prima fase a gironi della UEFA Champions League 2001-2002.
      Qualificata alla prima fase a gironi della UEFA Champions League 2001-2002.
      Qualificate al terzo turno di qualificazione della UEFA Champions League 2001-2002.
      Qualificate al primo turno di Coppa UEFA 2001-2002.
      Retrocesse in Segunda División 2001-2002.
Regolamento:
Tre punti a vittoria, uno a pareggio, zero a sconfitta.
In caso di arrivo di due o più squadre a pari punti, la graduatoria verrà stilata secondo la classifica avulsa tra le squadre interessate che prevede, in ordine, i seguenti criteri:
- Punti negli scontri diretti.
- Differenza reti negli scontri diretti.
- Regola dei gol fuori casa negli scontri diretti.
- Differenza reti generale.
- Reti realizzate in generale.

## Statistiche

### Squadre

#### Capoliste solitarie
|    | —— | ——  | ——  | ——  | ——       | ——       | ——       | ——       | ——  | ——  | ——  | ——  | ——          | ——          | ——          | ——          | ——          | ——          | ——          | ——          | ——          | ——          | ——          | ——          | ——          | ——          | ——          | ——          | ——          | ——          | ——          | ——          | ——          | ——          | ——          | ——          | ——          | —— |  |
|    |    | Cel | Dep | RMa | Valencia | Valencia | Valencia | Valencia |     |     |     | Dep | Real Madrid | Real Madrid | Real Madrid | Real Madrid | Real Madrid | Real Madrid | Real Madrid | Real Madrid | Real Madrid | Real Madrid | Real Madrid | Real Madrid | Real Madrid | Real Madrid | Real Madrid | Real Madrid | Real Madrid | Real Madrid | Real Madrid | Real Madrid | Real Madrid | Real Madrid | Real Madrid | Real Madrid | Real Madrid |    |  |
|    |    |     |     |     |          |          |          |          |     |     |     |     |             |             |             |             |             |             |             |             |             |             |             |             |             |             |             |             |             |             |             |             |             |             |             |             |             |    |  |
|    |    |     |     |     |          |          |          |          |     |     |     |     |             |             |             |             |             |             |             |             |             |             |             |             |             |             |             |             |             |             |             |             |             |             |             |             |             |    |  |
| 1ª | 2ª | 3ª  | 4ª  | 5ª  | 6ª       | 7ª       | 8ª       | 9ª       | 10ª | 11ª | 12ª | 13ª | 14ª         | 15ª         | 16ª         | 17ª         | 18ª         | 19ª         | 20ª         | 21ª         | 22ª         | 23ª         | 24ª         | 25ª         | 26ª         | 27ª         | 28ª         | 29ª         | 30ª         | 31ª         | 32ª         | 33ª         | 34ª         | 35ª         | 36ª         | 37ª         | 38ª         |    |  |

#### Primati stagionali
- Maggior numero di vittorie: Real Madrid (24)
- Minor numero di sconfitte: Real Madrid (6)
- Migliore attacco: Real Madrid (81 reti segnate)
- Miglior difesa: Valencia (34 reti subite)
- Miglior differenza reti: Real Madrid (+41)
- Maggior numero di pareggi: Real Valladolid, Real Saragozza (15)
- Minor numero di pareggi: Maiorca, Alavés, Las Palmas (7)
- Maggior numero di sconfitte: Real Oviedo, Racing Santander, Numancia (19)
- Minor numero di vittorie: Real Valladolid, Real Saragozza (9)
- Peggior attacco: Numancia (40 reti segnate)
- Peggior difesa: Real Sociedad, Rayo Vallecano (68 reti subite)
- Peggior differenza reti: Numancia (-24)

### Individuali

#### Classifica marcatori
| Gol |  |  | Giocatore                         | Squadra             |
| --- |  |  | --------------------------------- | ------------------- |
| 24  |  |  | Raúl                              | Real Madrid         |
| 23  |  |  | Rivaldo                           | Barcellona          |
| 22  |  |  | Javi Moreno                       | Alavés              |
| 19  |  |  | Diego Tristán                     | Deportivo La Coruña |
| 18  |  |  | Patrick Kluivert                  | Barcellona          |
| 17  |  |  | Julio César Dely Valdés           | Malaga              |
| 16  |  |  | Catanha                           | Celta Vigo          |
| 16  |  |  | Roy Makaay                        | Deportivo La Coruña |
| 15  |  |  | Oliverio Jesús Álvarez            | Real Oviedo         |
| 14  |  |  | Iván Rosado                       | Osasuna             |
| 14  |  |  | Víctor Manuel Fernández Gutiérrez | Villareal           |
| 14  |  |  | Guti                              | Real Madrid         |
| 13  |  |  | Paulo Jamelli                     | Real Saragozza      |
| 13  |  |  | Darío Silva                       | Malaga              |
| 12  |  |  | Juan Sánchez Romero               | Valencia            |